# Museo Salzillo
El museo Salzillo es un espacio museográfico que se halla en la ciudad de Murcia (Región de Murcia, España), y que está dedicado monográficamente a las obras realizadas por el escultor barroco murciano Francisco Salzillo.
El museo está situado en la céntrica plaza de San Agustín, junto a la Iglesia de Jesús, que forma parte del mismo. En él se exponen los pasos de la Cofradía de Nuestro Padre Jesús, que salen en procesión en la mañana de Viernes Santo, su afamado Belén de quinientas cincuenta y seis piezas y una cincuentena de bocetos preparatorios del imaginero. 
La idea de la creación de este museo comenzó a gestarse ya en el siglo XIX, pero no fue hasta 1941 cuando se aprobó su creación por el Ministerio de Educación Nacional. En 1962, se declaró Monumento Histórico Artístico. Desde entonces es uno de los museos más visitados de la Región de Murcia y, sin duda, uno de los más señeros.

## Historia
En 1914 se inicia el proceso de creación del Museo Salzillo, que quedará definitivamente instituido en 1941, proyecto de capital importancia que determinará las posteriores intervenciones de consolidación, modificación y ampliación del inmueble.
El primer proyecto
El primer proyecto se encargó al arquitecto José Antonio Rodríguez. El croquis que éste remite en julio de 1919 se limita a señalar el posible solar para el museo, aunque tiene una gran importancia ya que incluye una planta de la iglesia, siendo así el único documento existente sobre el estado original del templo antes de las profundas reformas realizadas en los años cincuenta. En él puede apreciarse como originalmente solo existían capillas en los ejes principales y las diagonales, distinguiéndose aquellas que fueron con posterioridad añadidas. Asimismo pueden observarse ciertas modificaciones en planta y deslindar perfectamente la obra antigua de la ampliación.
A partir de ese momento se comenzaron a realizar gestiones con la propietaria del solar indicado, las cuales no dieron resultado. Nuevamente se trató en 1925, tras la muerte de la propietaria, de adquirir el solar, de nuevo de manera infructuosa, con lo que el proyecto quedó por el momento paralizado.
Creación del Museo: reforma de la Iglesia de Jesús y construcción del inmueble
Será en 1941 cuando definitivamente se cree el Museo Salzillo, a través de un Decreto del Ministerio de Educación Nacional. En este mismo año fue dotado de Reglamento de Régimen Interior, a través de una Orden Ministerial. A pesar de esto, no pudo ser inaugurado hasta que finalizaron las obras de construcción, en 1960.

Tras la creación del Museo, se procedió a la instalación del mismo a través de la reforma y ampliación de la Iglesia de Jesús, obra realizada  según proyecto de José Tamés y Eduardo Jiménez Casalins, con el asesoramiento museográfico de Manuel Jorge Aragoneses.

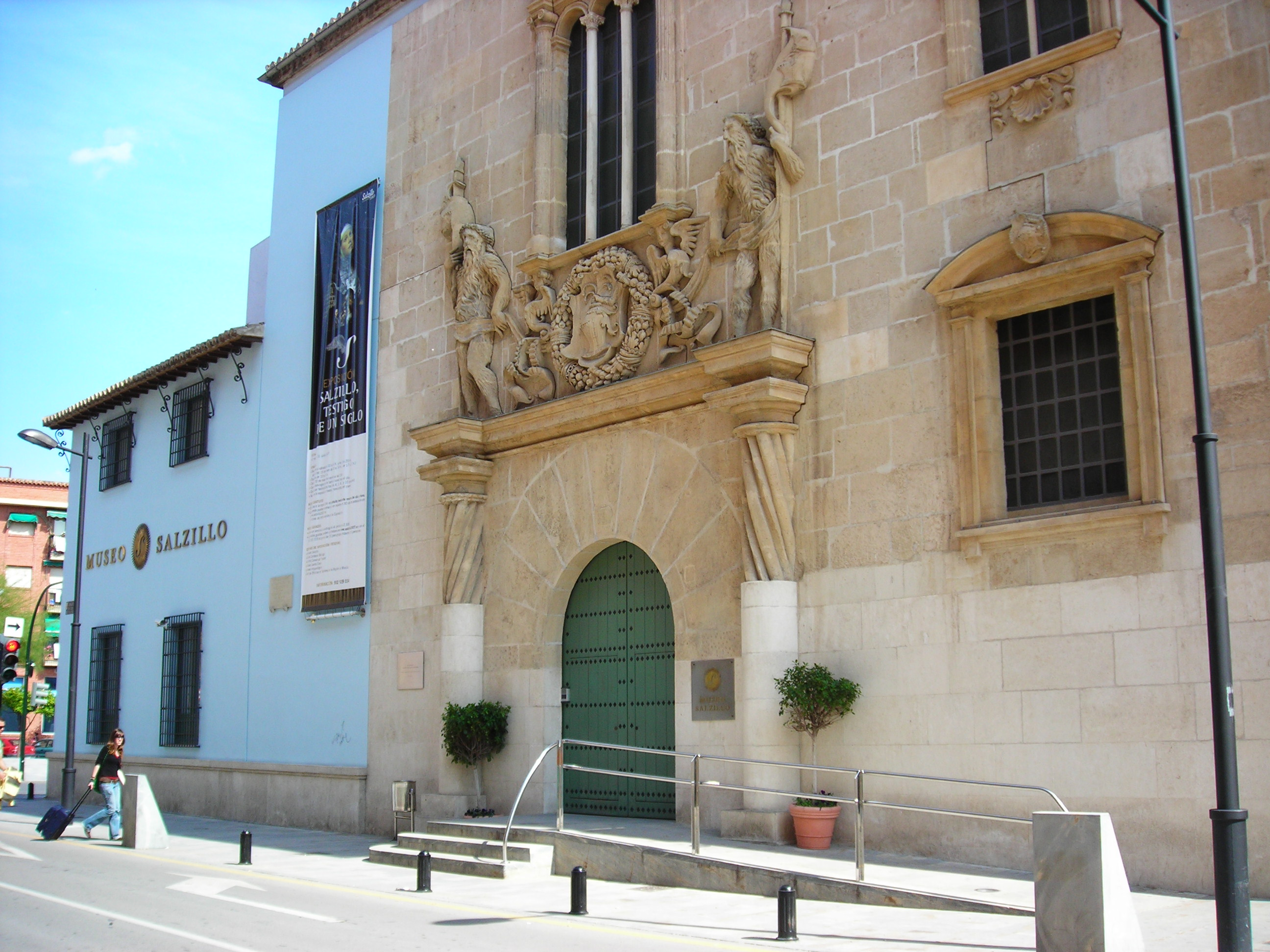
Exterior del Museo Salzillo, con la fachada del renacentista Palacio Riquelme.

Los planos están fechados en 1955. La solución adoptada es totalmente diferente de la prevista por J. A. Rodríguez en 1919, tanto en magnitud de la obra como en disposición del museo. En lugar de un amplio edificio unido puntualmente a la iglesia pero estructuralmente independiente, se plantea un anexo, funcionalmente unido al templo y estructuralmente conectado, mientras que el lenguaje y la iconografía de la fachada y de las estancias acentúa esta voluntad de ampliación del edificio más que de realización de un edificio nuevo e independiente.
En la iglesia se reforzó la cimentación de muros y pilastras, se realizaron contrafuertes y vigas de descarga en las embocaduras de las capillas, se rellenó el espacio de las capillas, elevando el nivel del suelo, se reformaron las mismas, creando además dos nuevas (la de San Juan y la Verónica). Se rehízo el muro de fachada derecho, alternando los huecos originales que de ovales pasaron a ser cuadrangulares. Se reparó la cubierta de la rotonda, se cambió el pavimento y los altares de las capillas.
En cuanto a las pinturas murales, se perdieron totalmente las de las capillas, mientras que las de las pilastras y muros del deambulatorio se rehicieron imitando las originales, pero muy distintas de ellas. Las pinturas de la cúpula central, que estaban ejecutadas sobre lienzo, fueron arrancadas y en su lugar se ejecutó un conjunto pictórico que en parte imitaba al antiguo, por el pintor Mariano Ballester.
El tratamiento de fachada intentó una unidad entre el edificio histórico y el de nueva planta, a través de la unidad de material entre ambas fachadas y la construcción de una portada en el nuevo acceso inspirada en la de la iglesia.
Reformas posteriores
Con posterioridad a la gran reforma y ampliación de la Iglesia efectuada en los años cincuenta, se han realizado cinco proyectos de obras en el ámbito del Museo Salzillo, de los cuales el primero fechado en 1965 se refiere a la Iglesia, mientras que el resto lo hacen a la ampliación del nuevo cuerpo del museo y el montaje de la fachada del demolido Palacio Riquelme en el lateral que da a la calle Doctor Quesada.
Dos nuevos proyectos de 1978 y 1980 prosiguen los trabajos de edificación de la ampliación del museo. La última intervención llevada a cabo ha sido realizada por el arquitecto Yago Bonet Correa. El proyecto consistió en limpiar mediante el derribo de todos los elementos obsoletos de los años sesenta, respetando íntegramente la iglesia barroca y la fachada renacentista, y conservando también el ángulo de fachadas de los años de 1950 y 1960, e introducir en el vacío resultante un nuevo cuerpo que reorganizara y cosiera y a la vez se manifestase como el nuevo museo. El nuevo museo tiene como objetivo, entre otros, la capacidad de generar un claro recorrido museográfico y un espacio apto museístico, en el que la obra del escultor Salzillo encontrase un marco digno a la altura de lo que constituye un museo del siglo XXI.

## Colección del museo
Desde el punto de vista arquitectónico tiene la peculiaridad de conjugar un edificio del siglo XXI, con espacios de paredes blancas donde predomina la luz natural, con una iglesia de planta centralizada de finales del siglo XVII, por lo que el visitante transita por espacios contemporáneos y barrocos. La iglesia alude en todo momento a la Pasión de Cristo, desde su planta hasta sus pinturas murales del siglo XVIII, con capillas que albergan los famosos pasos de la cofradía de Jesús.
El visitante recorre diferentes secciones: la Historia del museo, en el vestíbulo superior, junto a la biblioteca especializada en escultura barroca española; la Historia de la cofradía de Jesús, en las tribunas de la iglesia de Jesús, donde se muestra la historia y patrimonio de la cofradía fundada en 1600; Sala de audiovisuales; Biografía de Salzillo, la obra desaparecida y Salzillo pintor; Recreación de una taller barroco y Sala de Bocetos; Sala del Belén; y por último la Iglesia de Jesús donde se exponen los pasos.
El museo consta de otros espacios de difusión, como sala de exposiciones temporales, taller didáctico y tienda especializada.

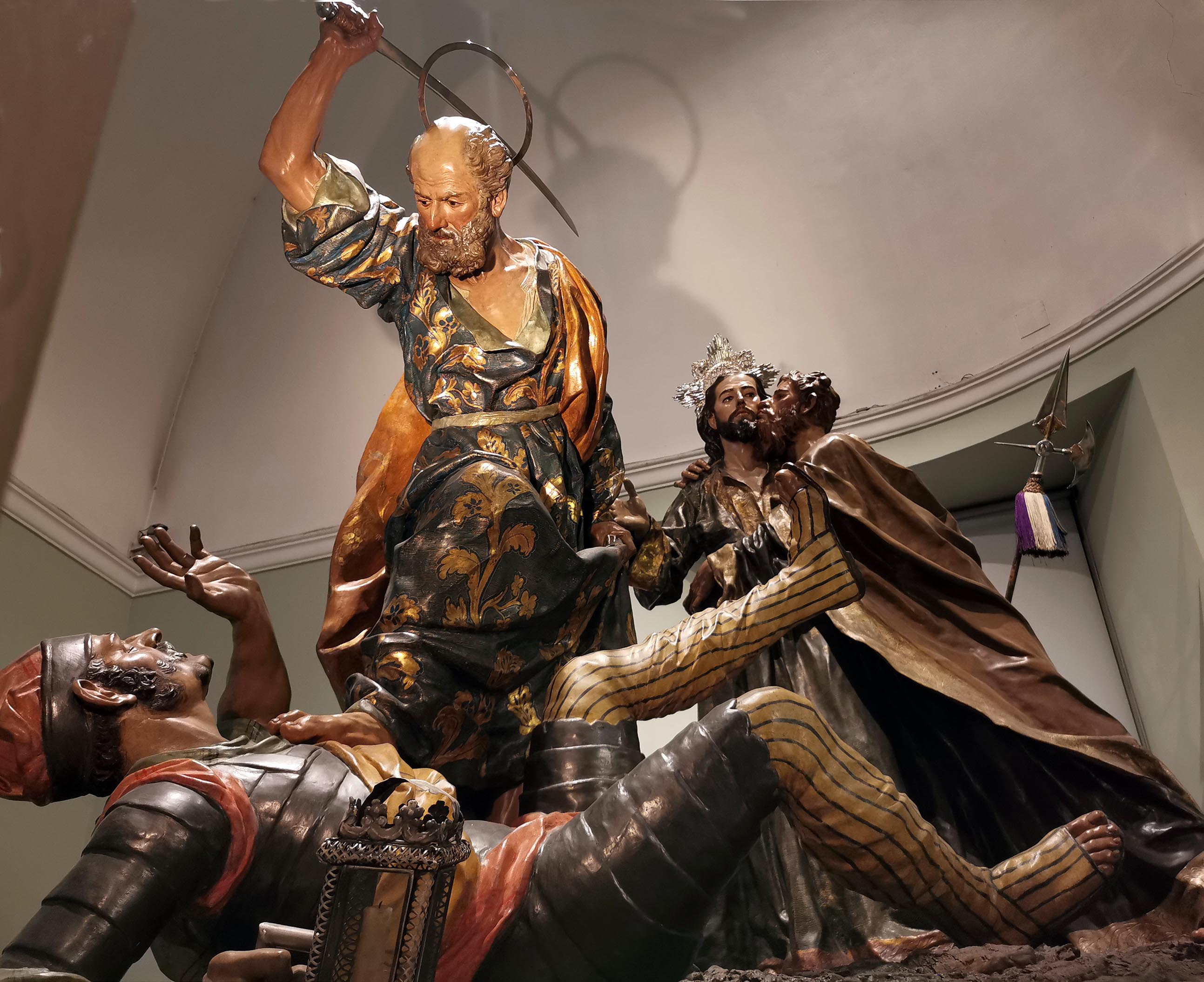
El prendimiento, obra de 1763.
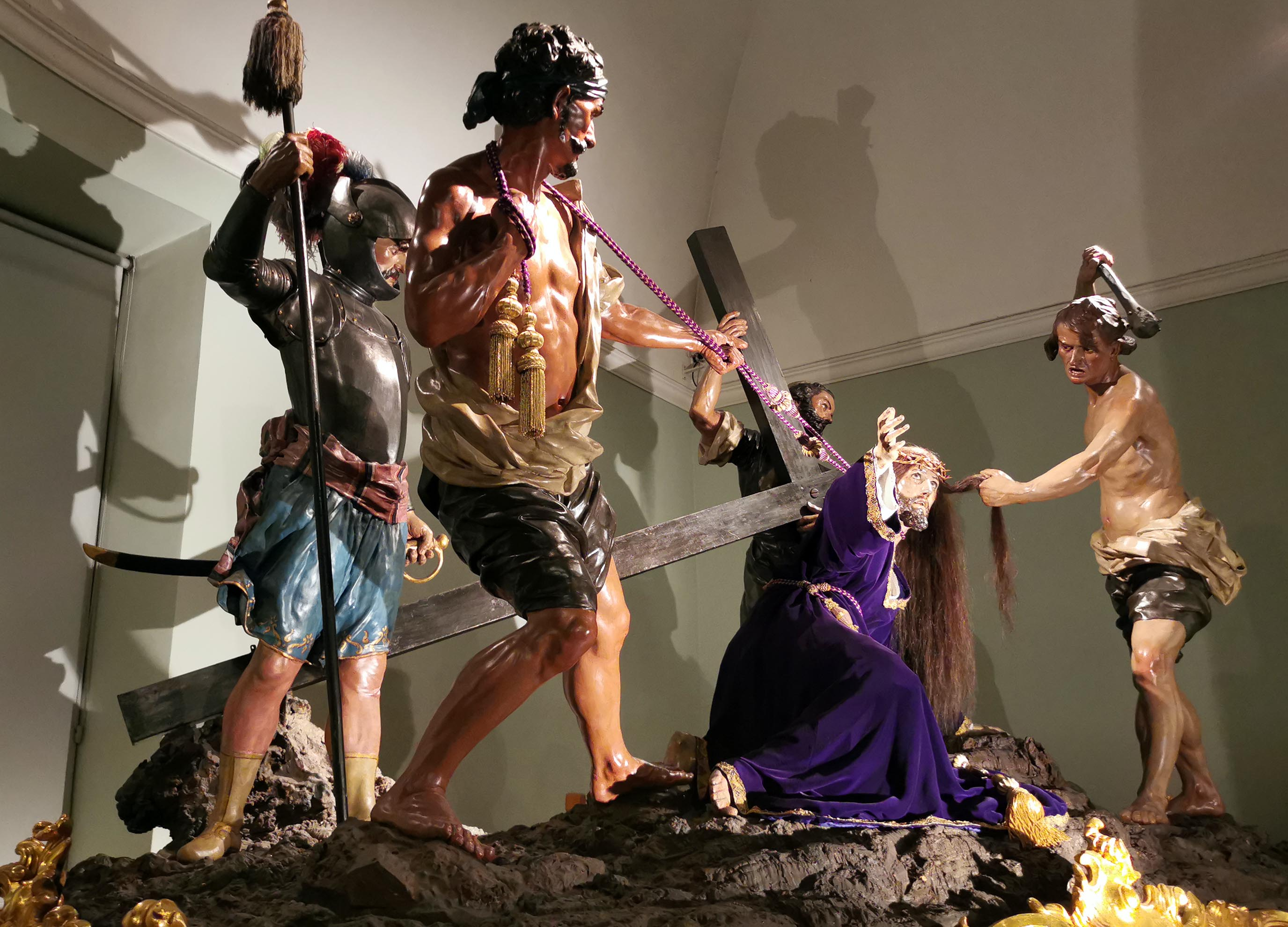
La caída, obra de 1752.
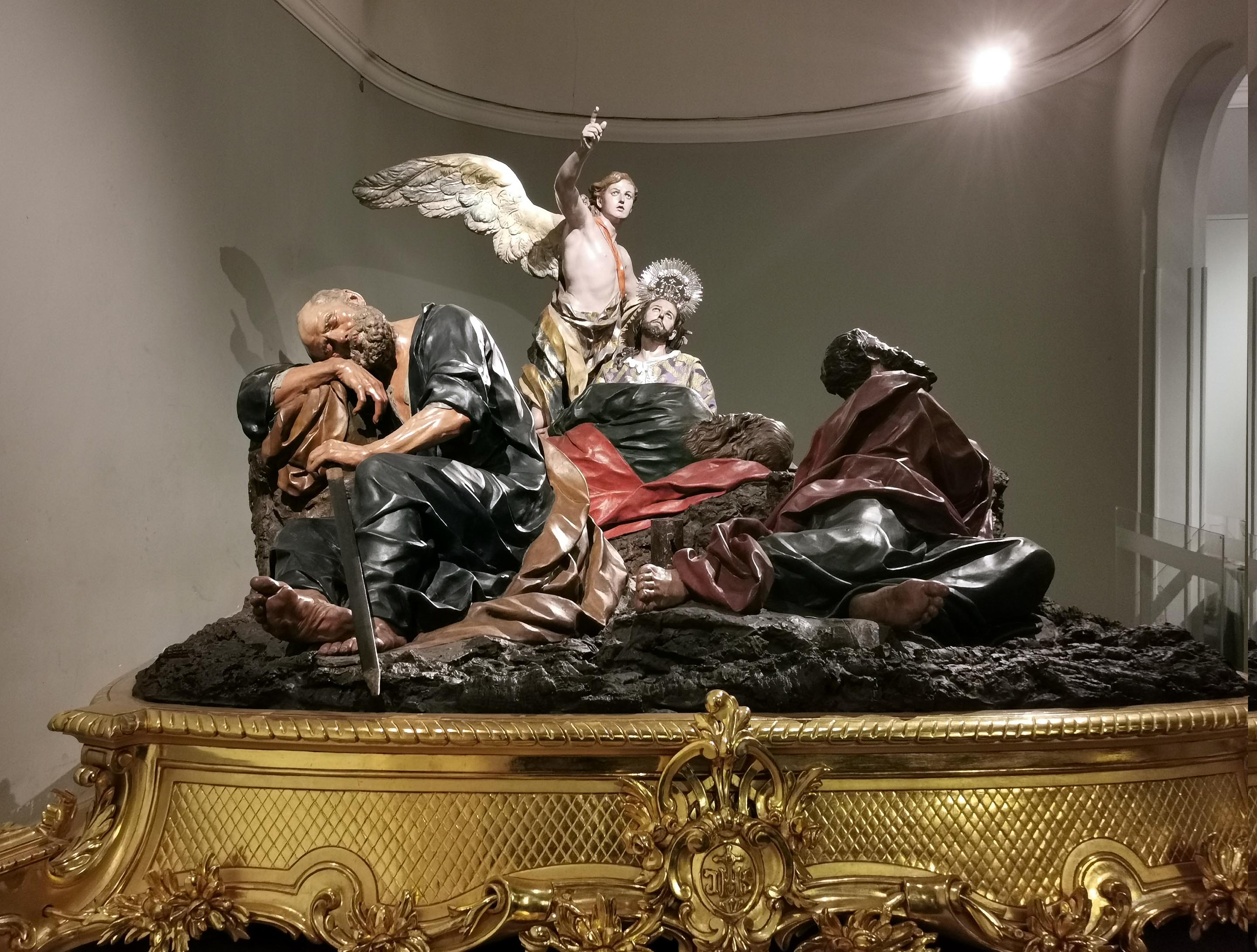
La oración en el huerto, obra de 1754.
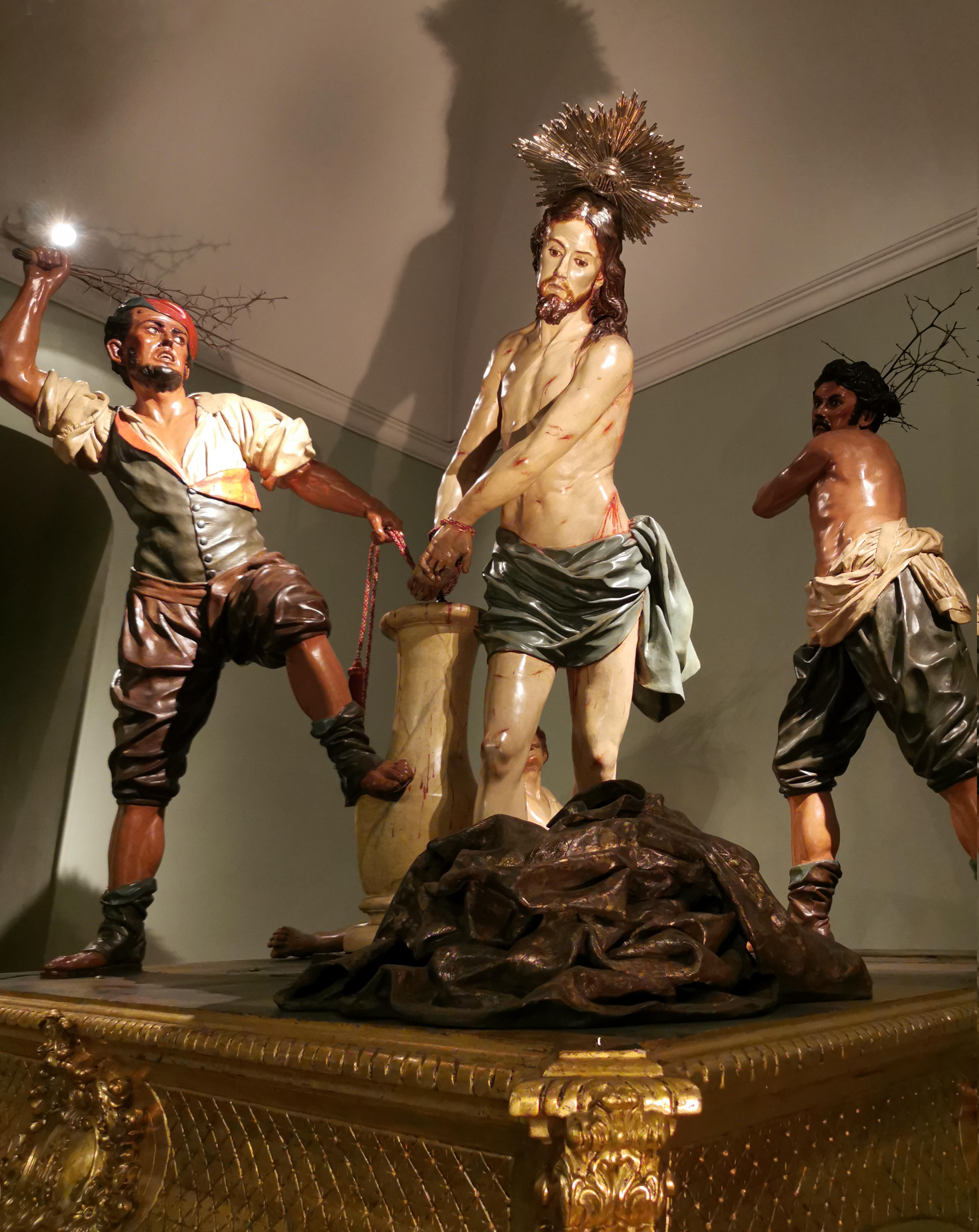
Jesús en la columna, obra de 1777.

Sus piezas fundamentales son:
a) Pasos procesionales de la Cofradía de Jesús: 
- La Cena: fue creada en 1763 y está compuesta por trece figuras sentadas en torno a una mesa.

- La Oración del Huerto: creada en 1754, En ella se ve, por un lado, un ángel mostrando a Jesús el cáliz y, por otro, la escena de los tres apóstoles durmientes bajo la palmera.

- El Prendimiento o El beso de Judas(nombre popular): creada en 1763, contrasta los rostros de Jesús y Judas, la belleza y bondad frente a la fealdad y maldad.

- Jesús en la columna o Los Azotes: creada en 1777, muestra el rostro de Jesús con serenidad y resignación ante los azotes que recibe.

- Santa Mujer Verónica: creada en 1755, muestra a la Verónica con rasgos de dolor llevando entre sus manos el paño con el rostro de Jesús.

- La Caída: creada en 1752.Formado por cinco figuras, Cristo caído en tierra y dos sayones que lo golpean, el cirinero que intenta levantar la cruz y un soldado contemplando la escena.

- Nuestro Padre Jesús Nazareno: creada en 1601, es el titular de la cofradía y la única obra del museo que no pertenece a Salzillo.

- San Juan: creada en 1756.

- La Dolorosa: creada en 1755.

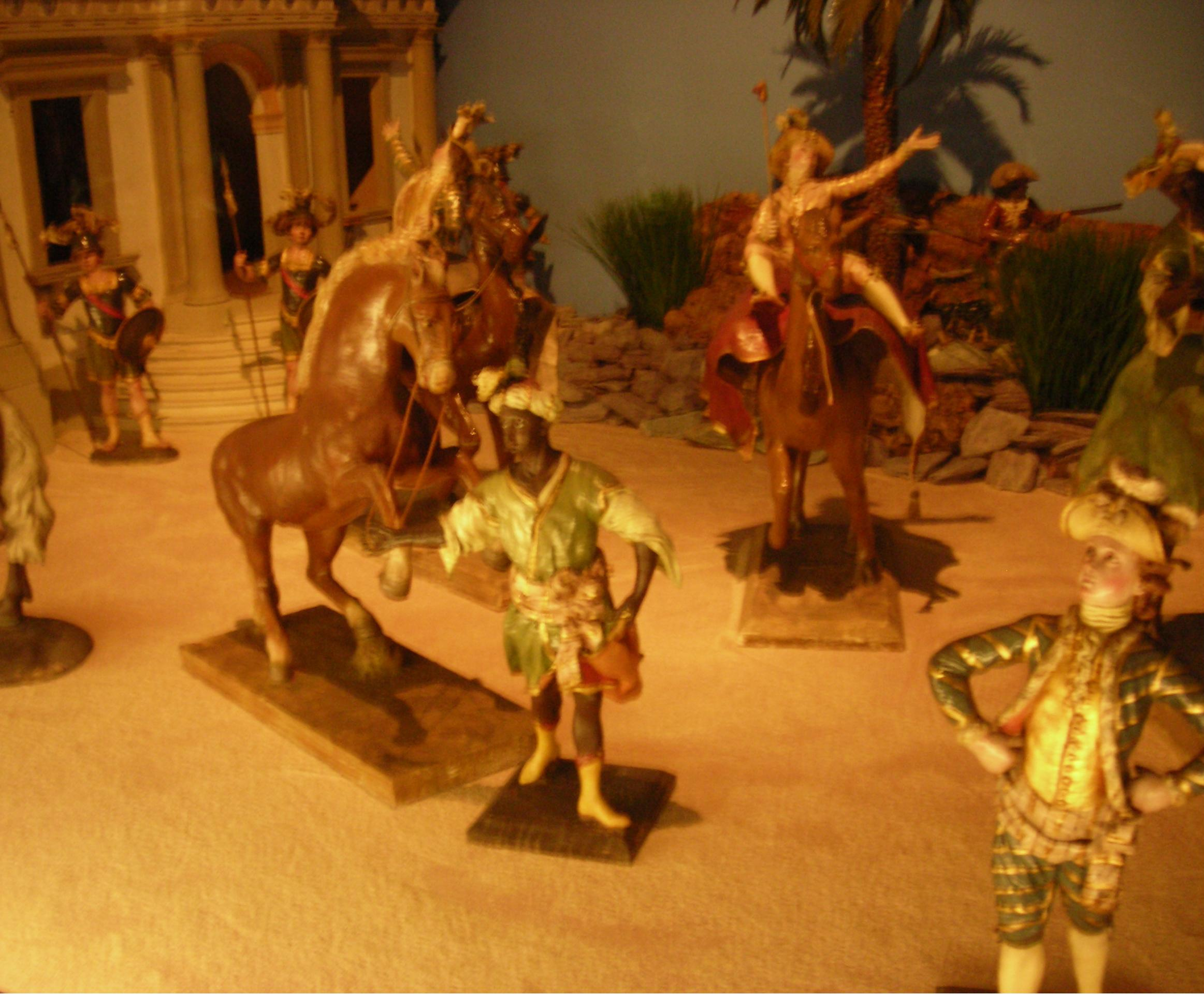
Detalle del Belén

b) El Belén de Salzillo: Creado entre 1776 y 1800, fue comenzado por Salzillo y ampliado por su discípulo Roque López. Es un conjunto de 556 figuras en barro de unos 30 cm de altura. 
c) Numerosos bocetos modelados en barro
d) Ajuar procesional de la Cofradía
e) Belén Napolitano: Este belén fue reunido por los hermanos Emilio y Carmelo García de Castro y adquirido por la Fundación Católica San Antonio en octubre de 2014 para su exposición habitual en el Museo Salzillo.
El que actualmente puede contemplarse en el Museo Salzillo fue realizado en torno a los años 1725 y 1790, pequeñas maravillas que, como dijo un viajero de la época, eran realizadas por artesanos y artistas y en él se implicaba todo el pueblo napolitano, especialmente los ricos nobles. La mayoría se dispersaron en el siglo XIX, de ahí el afán de los amantes del arte por volver a reunir aquellos esplendorosos presepi, contabilizándose hoy día unas diez mil piezas en todo el mundo. El belén napolitano consta de más de seiscientas piezas, de las que trescientas son figuras humanas y animales, algunas procedentes de la casa de Borbón y de la colección personal de Carlos III. Hay piezas que son verdaderas obras maestras como el ciego desnudo, del reputado escultor Giuseppe Sanmartino. Cuenta con un rico y diverso ajuar que va desde las armas de los cortejos reales a los utensilios domésticos.
Se mezcla lo cortesano con lo religioso, lo sofisticado con lo popular y muestran la vida del siglo XVIII con diversas escenas de taberna y mercado entresacadas de la vida cotidiana que se unen al exotismo de los cortejos de los Reyes Magos, lo que da como resultado escenas populares y pintorescas dentro de un marco urbano espectacular.

## Iglesia de Jesús

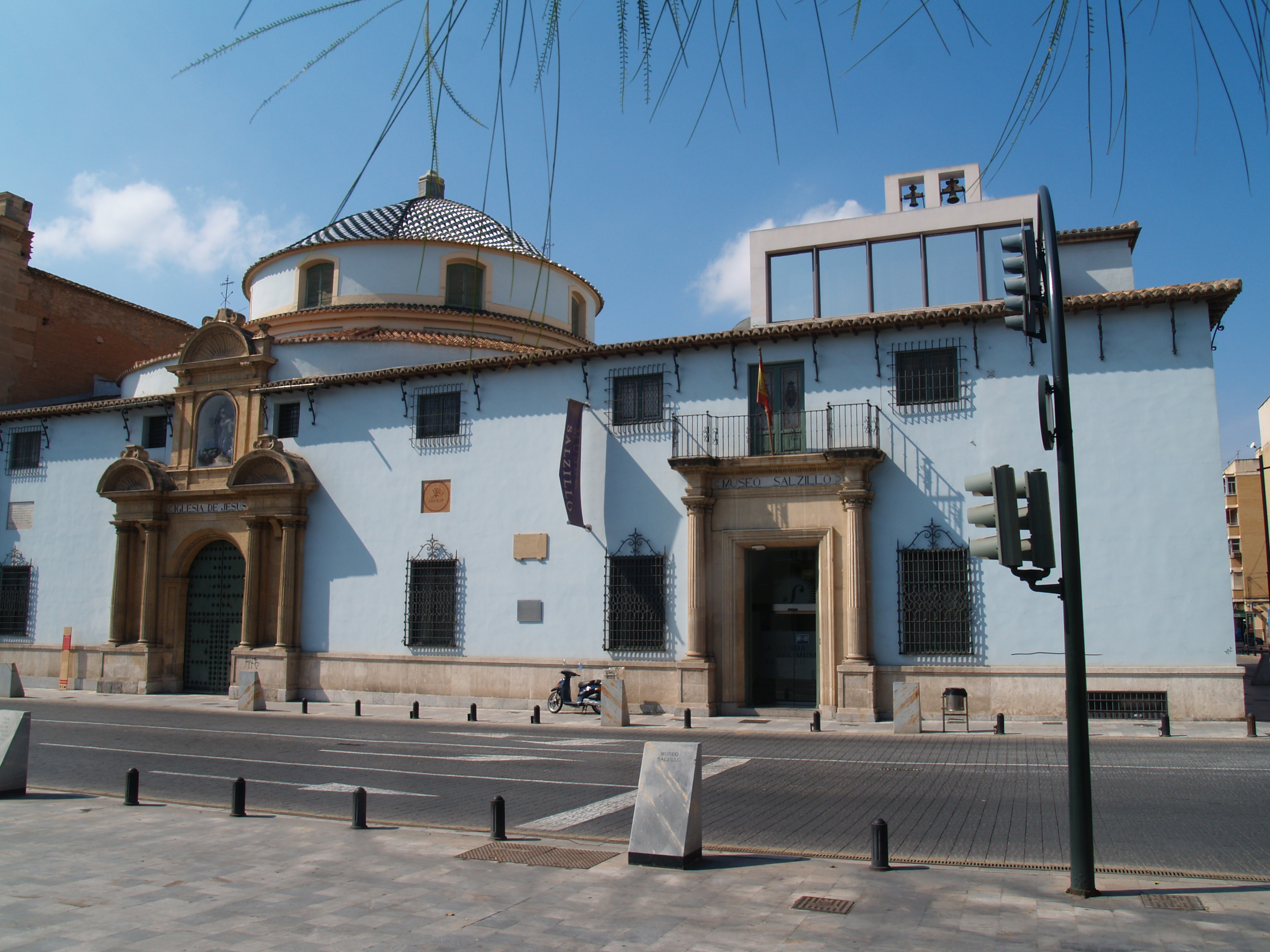
Iglesia de Jesús (izquierda) junto al Museo (derecha).

Como parte integrante del Museo, la Iglesia Privativa de Jesús forma parte de la visita, destacando por su originalidad arquitectónica (al ser circular) y especial belleza como templo propio de la Cofradía y lugar donde se custodian desde siempre los valiosos pasos procesionales.
Fue partir del año 1676 cuando se comenzó a realizar la obra de construcción de la Iglesia de Jesús, obra que se extenderá durante veinte años hasta su bendición en 1696. Según Torres Fontes, ya en 1679 se encontraban terminados la totalidad de sus muros y el recinto, a falta tan solo de la portada. En 1686 fue subastada la obra de la misma, siendo adjudicada a Francisco de Hontiyuelos, concluyéndose en el mencionado año de 1696.
Durante la segunda mitad del siglo XVIII se acometieron diversas obras de reforma en el ámbito de la iglesia, a partir de la resolución del pleito que la Cofradía mantenía desde el siglo anterior con el adyacente convento de frailes agustinos. Este pleito fue ganado por la Cofradía y a consecuencia de la sentencia, fue tapiada en 1765 la comunicación que San Agustín (actual Iglesia de San Andrés) venía teniendo con la Iglesia de Jesús.
En 1792 fue encargada al pintor perspectivista italiano afincado en Murcia, Pablo Sístori, la decoración de los paramentos interiores de la iglesia en arquitectura fingida, con alusiones y simbología de la Pasión. 
A mediados del siglo XX la iglesia sufrió una profunda reforma para acoger el museo.
Además de los pasos procesionales, en el patrimonio artístico de la Iglesia destaca el camarín circular neoclásico donde se venera al titular de la institución, Nuestro Padre Jesús Nazareno.